# Enrico Salines
Enrico Salines (La Spezia, 21 ottobre 1911 – La Spezia, 19 dicembre 2003) è stato un compositore italiano di musica operistica, sinfonica e per spettacoli di teatro di parola.

## Biografia
Iniziò gli studi musicali con Raffaele Romano e su consiglio del Maestro Trebbi, direttore della Corale spezzina, si iscrisse al Conservatorio A. Boito di Parma. All'età di soli 17 anni diresse "La traviata" al Politeama Duca di Genova della Spezia. Esordì come compositore nel 1947 con l'opera Il miracolo e, pur scrivendo componimenti di vario genere, ha costantemente privilegiato il teatro musicale.
Nel 1954 è andata in scena la sua opera più nota, Paganetta, su libretto di Fausto Marcucci.
Si è dedicato inoltre all'attività didattica, dirigendo per molti anni l'Unione Corale La Spezia e successivamente l'Istituto Musicale Città di Carrara e il coro Monte Sagro, della stessa città.
Come compositore, si è affermato in campo nazionale grazie alla raffinatezza della sua scrittura e alla sua capacità di coniugare classicità e modernità.
L'opera in due atti, su libretto di Fausto Marcucci, Le Nozze di Bartolo, fu data per la prima volta al Teatro Civico di La Spezia nei primi anni ottanta, nel cast figuravano il tenore Luciano Bonci, il soprano Anna Baldasserini, il baritono Giancarlo Ceccarini nel ruolo di Bartolo, ed ottenne un lusinghiero successo.
Il 24 ottobre 2001 il Comune della Spezia ha celebrato i 90 anni del Maestro con la rappresentazione al Teatro Civico della sua opera lirica Leopardiana, eseguita dall'orchestra da Camera Carlo Alfredo Mussinelli, diretta dal maestro Piero Papini, per la regia del figlio Antonio Salines.

## Le composizioni principali
- Opere liriche:

Il Miracolo (1947) -
Paganetta (1954) -
L'ultima notte del vampiro (1965) -
La disperazione di Giuda -
Le nozze di Bartolo -
Leopardiana
- Composizioni per orchestra:

L'orrido (1930) -
Le notti dell'ira -
Inno alla pace (1945) -
Poema tragico -
Suite siciliana
La voce dei martiri -
Napoli
- Composizioni varie:

Concerto in Mi b -
Alba sul Monte Sagro -
Messa